# Witness Lee
Witness Lee (1905 – 9. června 1997, vl. jm. Nee Shu Tsu) byl čínský křesťanský duchovní, zakladatel hnutí Místní církev.

## Život a duchovní působení
Byl vychováván v křesťanské rodině, v 19 nebo 21 letech vstoupil do aktivní duchovní služby, když se stal posluchačem a následovníkem Watchmana Nee. Před komunistickým převratem v Číně uprchl spolu s Neem na Taiwan. Zde založili Taiwanské vydavatelství evangelia (Taiwan Gospel Book Room) a i tímto jejich vlivem vzniklo na Taiwanu 20 tisíc křesťanských sborů. Po Neeově uvěznění roku 1952 převzal Lee neformální vedení těchto sborů, známých jako „Malé stádo". Roku 1962 na základě dalšího duchovního povolání přesídlil do Spojených států a zde založil Církev v Los Angeles, členy se stali další přistěhovalci z Taiwanu. Pokračoval i v publikační činnosti, vydával mj i biblické komentáře v rámci misie Living Stream Ministry.